# Adam Hopkins
Adam Hopkins (* um 1985 in Baltimore) ist ein US-amerikanischer Jazz- und Improvisationsmusiker (Kontrabass, Komposition).

## Leben und Wirken
Adam Hopkins, der aus Baltimore stammt, arbeitete ab 2011 in der New Yorker Jazz- und Improvisationsszene u. a. mit Dave Ballou, Kate Gentile, Kirk Knuffke und Josh Sinton in Formationen wie BeepHonk, Ideal Bread, Signal Problems, Trumpets and Basses und Party Pack ICE, außerdem in Jasmine Lovell-Smith’s Towering Poppies und Patrick Breiner’s Double Double. 2018 legte Hopkins unter eigenem Namen das Album Crickets (Out of Your Head) vor, an dem Anna Webber, Ed Rosenberg und Josh Sinton (Saxophone), Jonathan Goldberger (Gitarre) und Devin Gray (Schlagzeug) mitgewirkt hatten. Hopkins lebt in Brooklyn, wo er mit eigenen Formationen auftritt.

## Diskographische Hinweise
- Patrick Breiner’s Double Double: Mileage (Sulde Recordings, 2014), mit Will McEvoy, Flin van Hemmen
- Signal Problems (pfMENTUM, 2014), mit Danny Gouker, Eric Trudel, Nathan Ellman-Bell
- Trumpets and Basses: Sanctuary (pfMENTUM, 2017), mit Will McEvoy, Zach Swanson, Danny Gouker, Jake Henry, Kenny Warren
- Kate Gentile: Mannequins (2017)
- Dave Ballou & BeepHonk: The Windup (Clean Feed Records, 2018), mit Anthony Pirog, Mike Kuhl